# Zoltán Tibor Pállinger
Zoltán Tibor Pállinger (* 1967) ist ein schweizerisch-ungarischer Politikwissenschaftler.

## Leben
Nach der Promotion an der Universität St. Gallen war er von 1997 bis 2002 in der Schweizerischen Bundeskanzlei tätig. Von 2002 bis 2007 war er Forschungsbeauftragter am Liechtenstein-Institut. Seit 2007 hat er den Lehrstuhl für Politische Theorie und Europäische Demokratieforschung an der Andrássy Universität Budapest inne. Seit 1998 hatte er verschiedene Lehraufträge an der ETH Zürich sowie der Universität St. Gallen inne, zudem war er Dozent der NICLAS Summer School in Wien und in Budapest. Seit 2021 ist er Rektor der Andrássy Universität Budapest.
Seine Forschungsschwerpunkte sind Demokratieforschung, vergleichende Politikwissenschaft, Eliteforschung, politische Theorie und Ideengeschichte.

## Schriften (Auswahl)
- Neuere Literatur über Sowjetunion, GUS. ausgewählte Gebiete der Außen-, Sicherheits- und Innenpolitik. St. Gallen 1993, OCLC 600949972.
- Eliteforschung. Ein Überblick. St. Gallen 1997, OCLC 611630769.
- Die politische Elite Ungarns im Systemwechsel 1985–1995. Bern 1997, ISBN 3-258-05699-4.
- Der Umbruch in Osteuropa und die Theorien des Systemwechsels. Zürich 1997.